# Краљ Грејскал
Краљ Грејскал у неким верзијама и Краљ Сива Лобања (енгл. King Grayskull) је измишљени лик који је први пут представљен у анимираној серији Хи-Мен и господари свемира из 2002. године. Краљ Сива Лобања се поново појавио у две Нетфликсове анимиране серије Господари Свемира: Откровење и Хи-Мен и Господари Свемира из 2021. године.

## Измишљена биографија
Краљ Сива Лобања је предак принца Адама и први носилац мача моћи, његов верни пратилац био је велики зелени Борбени Лав сличан Борбеном Мачку али је он био много већи и крупнији. Он је био неустрашив и веома моћан, у свом животу борио се против много зликоваца међу којима су били краљ Хис и његови људи змије као и Хордак зли демон из друге димензије. Његова задња битка била је против Хордака и његове зле хорде, краљ је успео да га победи и пошаље у мрачну димензију Деспондос али је он након битке преминуо. Његов дух је прешао у мач моћи који ће служити будућим херојима попут Хи-Мена, његов дух је претворио краљевске саветнике у Веће Старешина а његова жена је постала прва чаробница замка Сиве Лобање (Грејскал) назван њему у част. 